# Scott May
Scott Glenn May (nacido el 19 de marzo de 1954 en Sandusky, Ohio) es un exjugador de baloncesto estadounidense que jugó durante seis temporadas en la NBA y otras seis en la Lega italiana. Con 2,01 metros de altura, lo hacía en la posición de alero. Es el padre del también exjugador profesional Sean May.

## Trayectoria deportiva

### Universidad
Jugó durante 3 temporadas con los Hoosiers de la Universidad de Indiana. En su último año se proclamaron campeones de la NCAA a las órdenes de Bobby Knight, siendo May elegido Universitario del Año. En total promedió 17,7 puntos y 6,6 rebotes por partido.

### Profesional
Fue elegido en la segunda posición del Draft de la NBA de 1976 por Chicago Bulls, donde en su primera temporada fue incluido en el mejor quinteto de rookies de la NBA, tras promediar 14,6 puntos y 6,1 rebotes por partido. Curiosamente esta fue su mejor temporada de las 7 que disputó, en una carrera marcada por las lesiones. Tras 5 temporadas en Chicago fue traspasado a Milwaukee Bucks, retirándose al año siguiente, en la temporada 1982-83, disputando tan solo 9 partidos con los Detroit Pistons.
En total promedió 10,4 puntos y 4,1 rebotes por partido.

## Curiosidades
- Anotó 26 puntos en el partido por el campeonato de la Final Four de la NCAA en 1976, algo que también haría su hijo Sean en la final de 2005, vistiendo los colores de la Universidad de North Carolina.